# Oplachantha fuscipes
Oplachantha fuscipes är en tvåvingeart som först beskrevs av James 1977.  Oplachantha fuscipes ingår i släktet Oplachantha och familjen vapenflugor. Inga underarter finns listade i Catalogue of Life.